# Rochester Raiders
De Rochester Raiders (of simpelweg de Raiders) zijn een voormalig Americanfootballteam uit Brighton (New York).
De ploeg werd opgericht in 2006 en schortte zijn activiteiten op na het seizoen van 2014, met de bedoeling in 2016 weer terug te keren, maar dat gebeurde niet.

## Bekende spelers
- Mark Rypien (2006)